# Ісаєв Радік Веледінович
Радік Веледінович Ісаєв (азерб. Radik Vələddinoviç İsayev, нар. 26 вересня 1994, Ухул, Ахтинський район, ДАРСР, СРСР) — азербайджанський тхеквондист, олімпійський чемпіон 2016 року. 

## Виступи на Олімпіадах
| Олімпіада | Дисципліна  | Місце |
| --------- | ----------- | ----- |
| Ріо 2016  | понад 80 кг | 1     |